# Notochodaeus pictus
Notochodaeus pictus är en skalbaggsart som beskrevs av John Obadiah Westwood 1852. Notochodaeus pictus ingår i släktet Notochodaeus och familjen Ochodaeidae. Inga underarter finns listade i Catalogue of Life.